# Genna-Familie
Der Genna-Familie bestand im Kern aus sechs sizilianischen Brüdern, denen eine wichtige Schlüsselrolle bei den Auseinandersetzungen des Organisierten Verbrechens in Chicago während der 1920er Jahre zukam.

## Die Genna-Brüder
Der Familienclan, der in Chicago operierte, bestand aus sechs sizilianischen Brüdern:
- Angelo Genna († 25. Mai 1925), „Bloody Angelo“
- Antonio Genna († 8. Juli 1925), „Tony the Gentleman“
- Mike Genna († 13. Juni 1925), „The Devil“
- Peter Genna († 13. Mai 1948)
- Sam Genna (* 1884; † 20. Dezember 1951)
- Vincenzo Genna, „Jim“ († 8. November 1931)

Geboren wurden die Brüder in der sizilianischen Hafenstadt Marsala als Söhne von Antonio Genna sen. und Maria Luchari. Ihre Eltern blieben jedoch mit ihrem siebten Sohn Nicolo sowie ihren beiden Töchtern Rosa Laudicina und Caterina Maria auf Sizilien zurück.

## Aufstieg in Chicago
Als die Einführung der Prohibition in den Vereinigten Staaten hohe Gewinnraten versprach, stiegen auch die Genna-Brüder in das gefährliche illegale Geschäft des Alkoholschmuggels ein. Auf bis jetzt nicht geklärte Weise gelang es ihnen, eine Lizenz zur Herstellung von Industriealkohol zu ergattern, den sie re-destillierten und illegal weiterverkauften.
Vermutlich kontrollierten sie mit diesem billigen selbsthergestellten Alkohol den gesamten Bereich Chicagos, der wegen der vielen italienischen Einwanderer auch „Little Italy“ genannt wurde. Möglicherweise reichte ihr Gebiet sogar bis in den Westen in den Chicagoer Loop. Ihr Hauptquartier war ein Lagerhaus an der Taylor Street.
Ohne Frage hatten sie sich dabei einen Namen gemacht und neben den persönlichen Spitznamen wie „Bloody Angelo“ oder „The Devil“ wurden sie auch als die Terrible Gennas bekannt. Außerdem unterhielten sie ein eigenes Informantensystem; ein Beobachter in den Diensten der Gennas erhielt bis zu 15 US-Dollar pro Tag, ein ausgesprochen guter Lohn. (Ein Chicagoer Bäcker verdiente Anfang der zwanziger Jahre beispielsweise etwa 8 US-Dollar pro Tag.) Ganz offensichtlich gab es auch Unterstützung durch korrupte Mitglieder der Polizei und es wurde spekuliert, dass sie den Führer der Republikanischen Partei für ihr Gebiet – Joseph Esposito – auf ihrer Lohnliste hatten.
Angesichts dieses Erfolges begannen die Gennas auch in andere Bezirke von Chicago vorzudringen, was zur Konfrontation mit der North Side Gang von Dean O’Banion führte. Eigentlich standen beide Clans unter der Kontrolle des „South Side“-Bosses Johnny Torrio, der nun von O’Banion auf das Vorgehen der Gennas hingewiesen wurde.
Die Gennas waren allerdings inzwischen zu mächtigen Verbündeten Torrios herangewachsen und es kam zu keiner konkreten Hilfe für O’Banion, wobei sicherlich eine Rolle spielte, dass der illegale Bierausschank von O’Banion durch das Operieren der Genna-Familie eigentlich gar nicht eingeschränkt wurde und es dem Iren eher um die prinzipielle Klärung einer Monopolstellung ging. Jedenfalls schritt die Nordseite dann selbst zur Tat und eine ganze Whiskey-Ladung der Gennas wurde aufgebracht.
Die Gennas befanden sich nun nichtsdestotrotz auf dem Höhepunkt ihrer Macht; am 13. November 1924 wurde Angelo Genna sogar Präsident der Unione Siciliana, nachdem der vorherige Präsident Mike Merlo fünf Tage zuvor an Krebs gestorben war.
Die Sizilianer Torrio und die Gennas beschlossen den Tod des Iren O’Banion, insbesondere nachdem die Nordseite bei einer Brauerei-Übernahme Torrio und die Gennas auch noch gegeneinander ausgespielt hatte. Ausgeführt wurde die Tat durch den Direktor der Unione Siciliana, Frankie Yale, am 10. November 1924, wobei Mike Genna als Fahrer des Fluchtwagens persönlich anwesend war.
Yale schüttelte die Hand von O’Banion, worauf John Scalise und sein Mentor und Partner Albert Anselmi, die damals für die Gennas arbeiteten, das Feuer eröffneten. O’Banion hatte keinerlei Verdacht geschöpft, denn die Täter waren vorgeblich in den Blumenladen des Iren gekommen, um die vorbestellten Blumen für die Beerdigung von Mike Merlo abzuholen.

## Tod von Angelo und Mike Genna
Die Nordseite schlug zurück. Am 25. Januar 1925 fand ein erfolgloses Attentat auf Johnny Torrio statt, für das ebenso wie für die Ermordung von Angelo Genna am 25. Mai 1925 Vincent Drucci, Earl „Hymie“ Weiss und Bugs Moran als verantwortlich gelten. Das Attentat auf Angelo Genna stellt ein bekanntes Beispiel für ein klassisches Drive-by-Shooting dar. Angelo Genna erwiderte aus dem fahrenden Wagen heraus das Feuer auf die Verfolger und nur ein Zusammenstoß mit einer Laterne wurde ihm zum Verhängnis, da er dort dem Kugelhagel der Täter hilflos ausgeliefert war.
Als Antwort überfielen am 13. Juni 1925 Scalise, Anselmi und Mike Genna die „Northsiders“ Moran und Drucci in ähnlicher Weise aus dem Hinterhalt. Sie schossen mit Schrotflinten auf das Auto von Moran und Drucci und verletzten letzteren. Ungefähr eine Stunde später rasten Scalise, Genna und Anselmi südwärts auf der Western Avenue in Chicago. Sie wurden von einer Polizeitruppe verfolgt und an der Ecke Western und 60th Street überholt. Nachdem die Fahrzeuge zum Stillstand gekommen waren, eröffneten die Kriminellen das Feuer. Während dieser Schießerei wurden die Chicagoer Polizisten Charles Walsh und Harold Olsen getötet, Michael Conway schwer verwundet. Der vierte Polizist William Sweeney verfolgte die fliehenden Kriminellen in Richtung eines Häuserblocks. Mike Genna wurde bei diesem Fluchtversuch erschossen, Scalise und Anselmi von der Polizei gestellt und festgenommen. Beide wurden später angeklagt und vor Gericht gestellt.

## Das Ende
Scalise und Anselmi wechselten unter das Kommando von Al Capone. Beide werden mit der Ermordung von Antonio Genna am 8. Juli 1925 in Verbindung gebracht. Demnach kam der Auftrag direkt von Capone, der Torrio als Oberhaupt der unter ihm bald nur noch als Chicago Outfit bekannten Organisation abgelöst hatte und im Gegensatz zu diesem keinerlei territoriale Übergriffe der Gennas duldete. Als direkter Vollstrecker für Capone, falls dieser wirklich eine direkte Ausschaltung angeordnet haben sollte, kommt eventuell Sam Giancana in Frage. Dieser wäre zum Zeitpunkt der Taten nicht einmal 18 Jahre alt gewesen – die Mitglieder der Forty-Two Gang waren für ihre rücksichtslose Brutalität bekannt – aber eine spätere Einbindung von Forty-Two Gangmitgliedern durch Capone-Nachfolger Frank Nitti wird als wahrscheinlicher angesehen.
Nach Lesart der damaligen Presse war Antonio Genna aber dem gleichen Täterkreis wie sein Bruder Angelo in die Hände gefallen. Allein schon die Wegnahme von Aselmi und Scalise, sozusagen dem bewaffneten Arm der Gennas, war ein wichtiger strategischer Erfolg von Capone, und es war Capone vermutlich zuzutrauen, die Gennas damit bewusst schutzlos der „Nordseite“ ausgeliefert zu haben.
Einer der mutmaßlichen Mörder Angelo Gennas, Earl „Hymie“ Weiss, wurde am 11. Oktober 1926 genau vor dem ehemaligen Blumenladen von O’Banion in der North State Street von Auftragsmördern Capones erschossen, als Capone nach dem Ausscheiden der Gennas danach trachtete, nun auch die Nordseite Chicagos unter seine Kontrolle zu bringen.
Innerhalb von 44 Tagen war also die Hälfte der Gennas ums Leben gekommen; dazu kam noch die Ermordung des Mitglieds Samuzzo „Samuel“ Amatuna vom 13. November 1925, der Angelo als Nachfolger bei der Unione Siciliana abgelöst hatte. Als am 10. Januar 1926 auch noch ihr Schwager Henry Spignola ermordet wurde, gaben die verbliebenen Brüder den Kampf auf und gingen nach Sizilien. Jedoch kehrten sie einige Jahre darauf wieder zurück und versuchten vermutlich, ihre Macht wieder aufzubauen, was jedoch durch den natürlichen Tod von Jim Genna 1931 verhindert wurde. Die beiden überlebenden Brüder Peter und Sam Genna zogen sich aus dem kriminellen Leben zurück. Alle sechs Genna-Brüder wurden auf dem Mount-Carmel-Friedhof in Chicago begraben.